# Alfredo Rodrigues Gaspar
Alfredo Rodrigues Gaspar GCC • ComA • GOA (Funchal, 8 de agosto de 1865 — Lisboa, 30 de novembro de 1938) foi um militar da Armada Portuguesa e político português.

## Biografia
Nasceu a 8 de agosto de 1865 no bairro da Penha de França, hoje pertencente à freguesia da Sé, no Funchal, e à época pertencente à freguesia de São Pedro, sendo filho de Manuel Rodrigues Gaspar, marceneiro, e Maria Augusta.
Entre outras funções, foi presidente do Ministério (primeiro-ministro) de um dos governos da Primeira República Portuguesa entre 6 de Julho de 1924 e 22 de Novembro de 1924. Teve a seu cargo o Ministério da Agricultura de 6 de Julho a 22 de Julho de 1924.
Foi também Ministro da Instrução e Ministro das Colónias, tendo sido o último presidente da Câmara dos Deputados da Primeira República. Foi também lente da Escola Naval,
A 11 de Março de 1919 foi feito Comendador da Ordem Militar de São Bento de Avis, tendo sido elevado a Grande-Oficial da mesma Ordem a 19 de Outubro de 1920. A 16 de Outubro de 1924 foi agraciado com a Grã-Cruz da Ordem Militar de Nosso Senhor Jesus Cristo.
À data da sua morte desempenhava os cargos de director do Laboratório de Explosivos da Marinha, e de presidente da Comissão Técnica de Artilharia Naval, sendo então capitão de mar e guerra reformado.
Casou com Carolina Maria de Saavedra, irmã do Barão de Saavedra.
Morreu a 30 de Novembro de 1938,  em Lisboa, na sua residência à Rua dos Açores, nº 47.